# Devil May Cry 4
Devil May Cry 4 és el segon videojoc que continua (Devil May Cry 3 és una preseqüela de l'anglès prequel) de la saga de videojocs d'acció i horror de Capcom, Devil May Cry. Va ser anunciat el març del 2007 que el videojoc serà disponible per la PlayStation 3, Xbox 360 al mateix temps i després per ordinador. S'està desenvolupant per Capcom Production Studio 4, dels productors del Resident Evil 4 i l'original Devil May Cry. En el joc, el jugador controla en Nero, un nou personatge a la saga, en afegiment del personatge de la saga, en Dante, que lluita contra les forces endimoniades en un combat tancat utilitzant armes de foc, espases i una gran varietat d'armes gòtiques. També s'afegeix al repartiment del videojoc una noia, la Kyrie.

## Introducció
La ciutat castell de Fortuna, situada a la costa, és amfitriona d'una distintiva cultura centrada al voltant d'una única religió. Aquí es troba la llar de l'Orde de l'Espasa, una organització religiosa que adora al Llegendari Cavaller Fosc Sparda, dimoni que va rebutjar el seu llinatge i que va combatre contra la seva pròpia raça en nom de la humanitat. Com Sparda, l'Orde de l'Espasa ha decretat el seu desig d'eliminar a tota mena de dimoni i ha establert una brigada especial de Cavallers Sants per a realitzar aquesta causa. No obstant això, Dante el Caça-Dimonis tenia altres plans per al grup - sobtadament apareixent i executant als seus membres...

## Característiques
En Nero posseeix dues armes principals, una espasa i un revòlver. L'espasa Red Queen (Reina Vermella) va ser cedida per l'Orde, en la seva empunyadura s'assembla al manillar d'una motocicleta, en girar l'empunyadura llança una propulsió de gran abast que es converteix en una flamarada al llarg de la vora de la fulla. La força explosiva d'aquesta propulsió pot sacsejar a qualsevol ésser humà. El revòlver Blue Rose (Rosa Blava) de gran calibre posseeix 6 trets, va ser modificada per en Nero i posseeix dos canons que permeten dos trets simultanis capaços de travessar l'armadura més sòlida. L'Orde pensa que l'espasa és l'única arma veritablement honorable i que les armes de foc són vulgars, d'aquesta manera permeten en Nero l'únic membre de l'Orde per a utilitzar aquest tipus d'armes.

## Personatges Principals
Nero: protagonista principal d'aquesta aventura i primera novetat, ja que a més trenca amb la tradició de comptar amb en Dante com a protagonista com passa a Devil May Cry, Devil May Cry 2 i Devil May Cry 3. És un jove humà orfe extremadament capaç i serveix com a Cavaller Sant per a l'Orde de l'Espasa, el seu caràcter sarcàstic el fa un tipus solitari i es dedica a solucionar els assumptes bruts que li encomana l'Orde. La seva semblança amb en Dante és sorprenent tret que sembla una mica més jove, no té barba i és humà, segons sembla el seu braç dret està posseït i li permet desenvolupar diversos poders especials a més de servir-li com a arma per a acabar amb altres dimonis, en un dels tràilers se li pot veure amb aquest mateix braç embenat i pel que sembla tindrà un enfrontament amb en Dante.
Dante: Protagonista dels anteriors videojocs i fill del Llegendari Cavaller Fosc Sparda, apareixerà a Fortuna assassinant a diversos membres humans de l'Orde de l'Espasa, poc més se sap de la seva aparició ni quina és la raó d'aquest sobtat canvi i assassinar humans. El seu aspecte està entre els Devil May Cry i Devil May Cry 2, amb barba rasurada i les seves clàssiques pistoles i espasa.
Kyrie: És la jove germana del líder dels Cavallers Sants i la vocalista que canta en el Festival de l'Espasa, guarda en el seu cor un lloc especial per a l'orfe Nero, ja que es considera com la seva germana i mare.